# اس‌ام یوبی-۴۵
اس‌ام یوبی-۴۵ (به انگلیسی: SM UB-45) یک زیردریایی بود که طول آن ۱۲۱ فوت ۱ اینچ (۳۶٫۹۱ متر) بود. این زیردریایی در سال ۱۹۱۶ ساخته شد.